# 第39屆金酸莓獎
第39屆金酸莓獎（英語：39th Golden Raspberry Awards）是於2018年頒發給表現最差的電影工作者。入圍名單於2019年1月21日公佈，獲獎者於同年2月23日公佈。

## 入圍及得獎名單

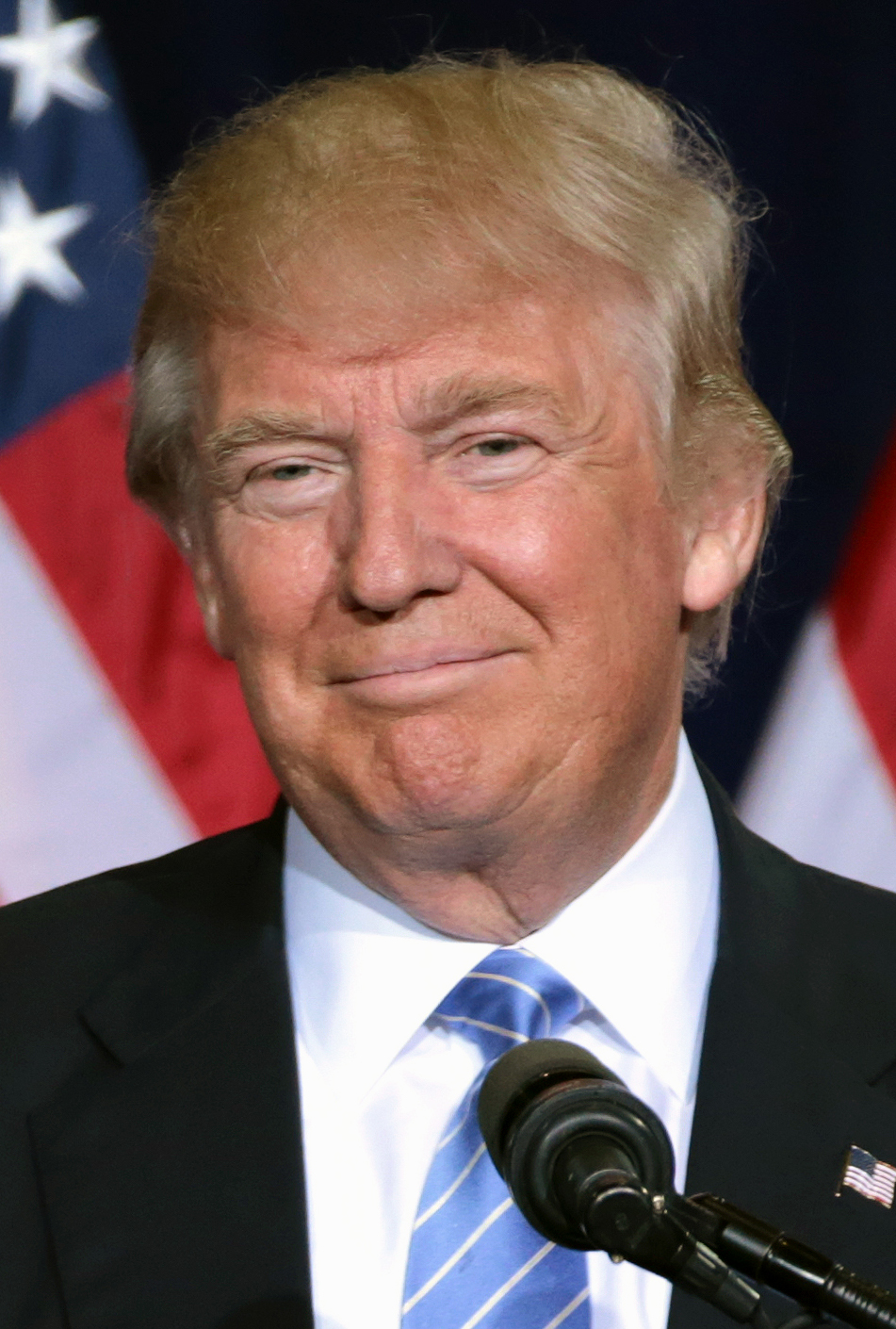
唐納·川普，最差男主角得主。

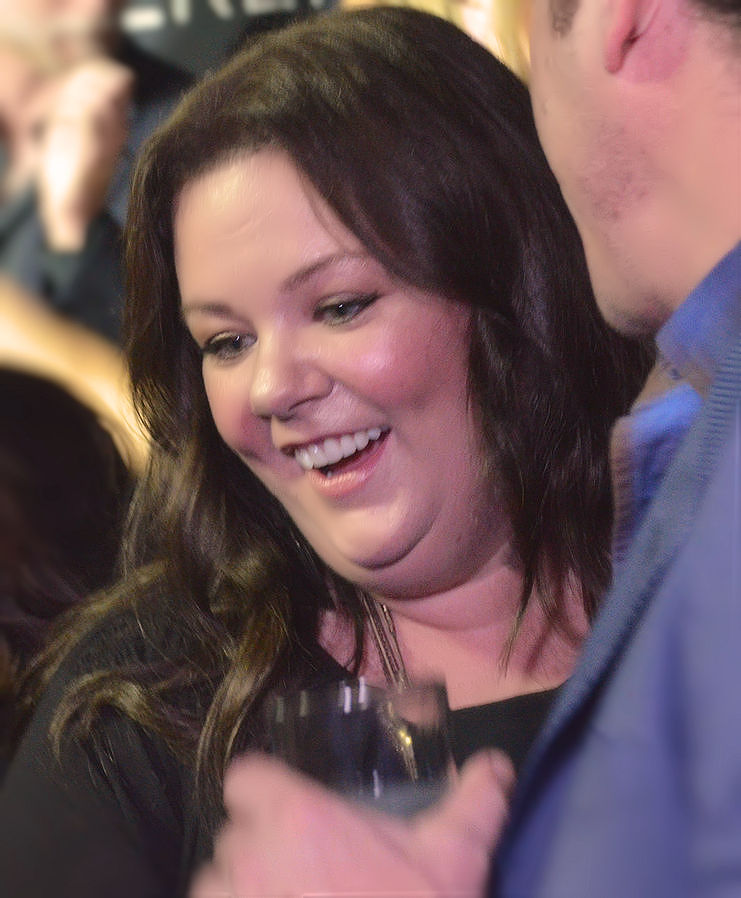
瑪莉莎·麥卡錫，最差女主角得主。

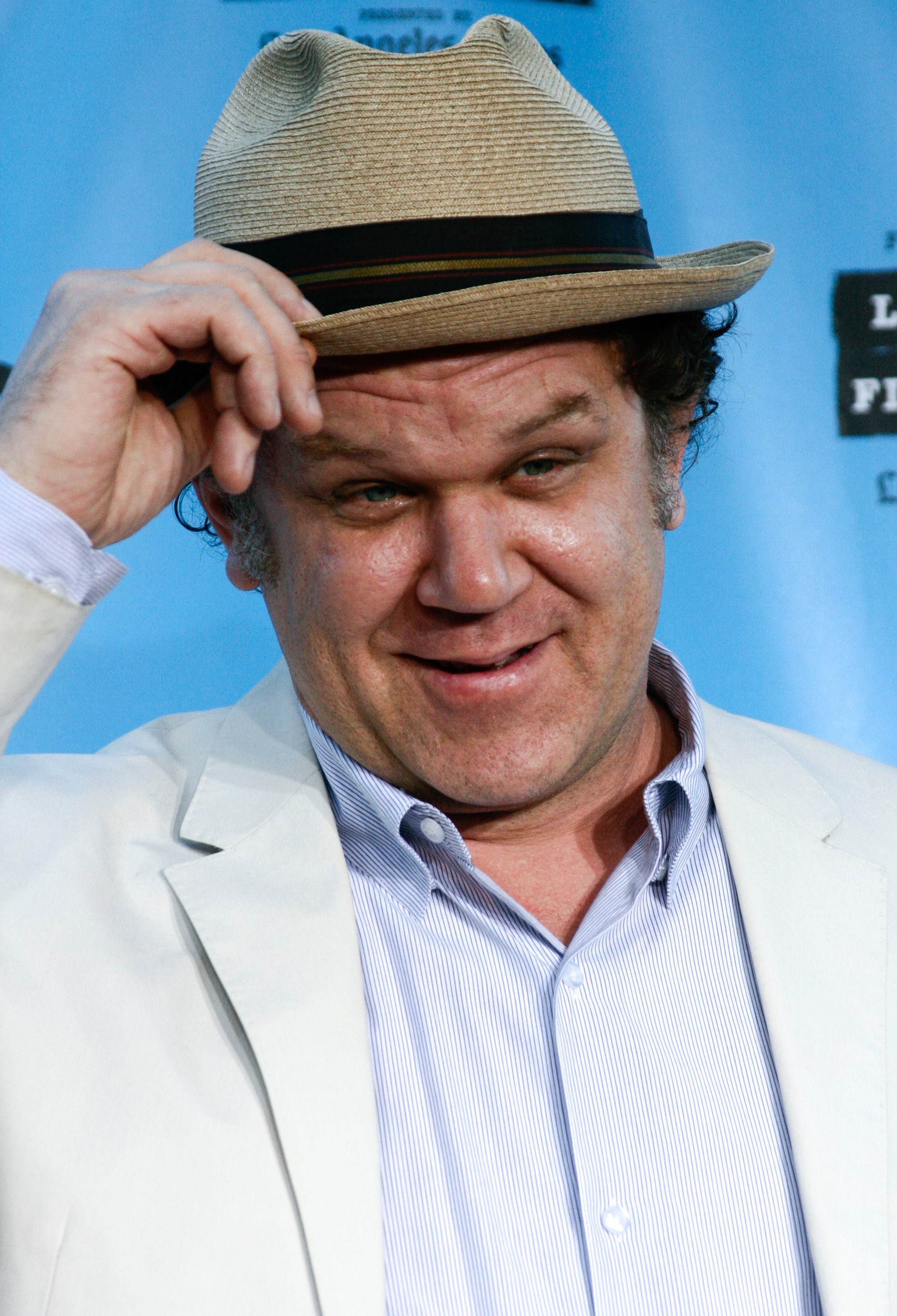
約翰·C·萊利，最差男配角得主。

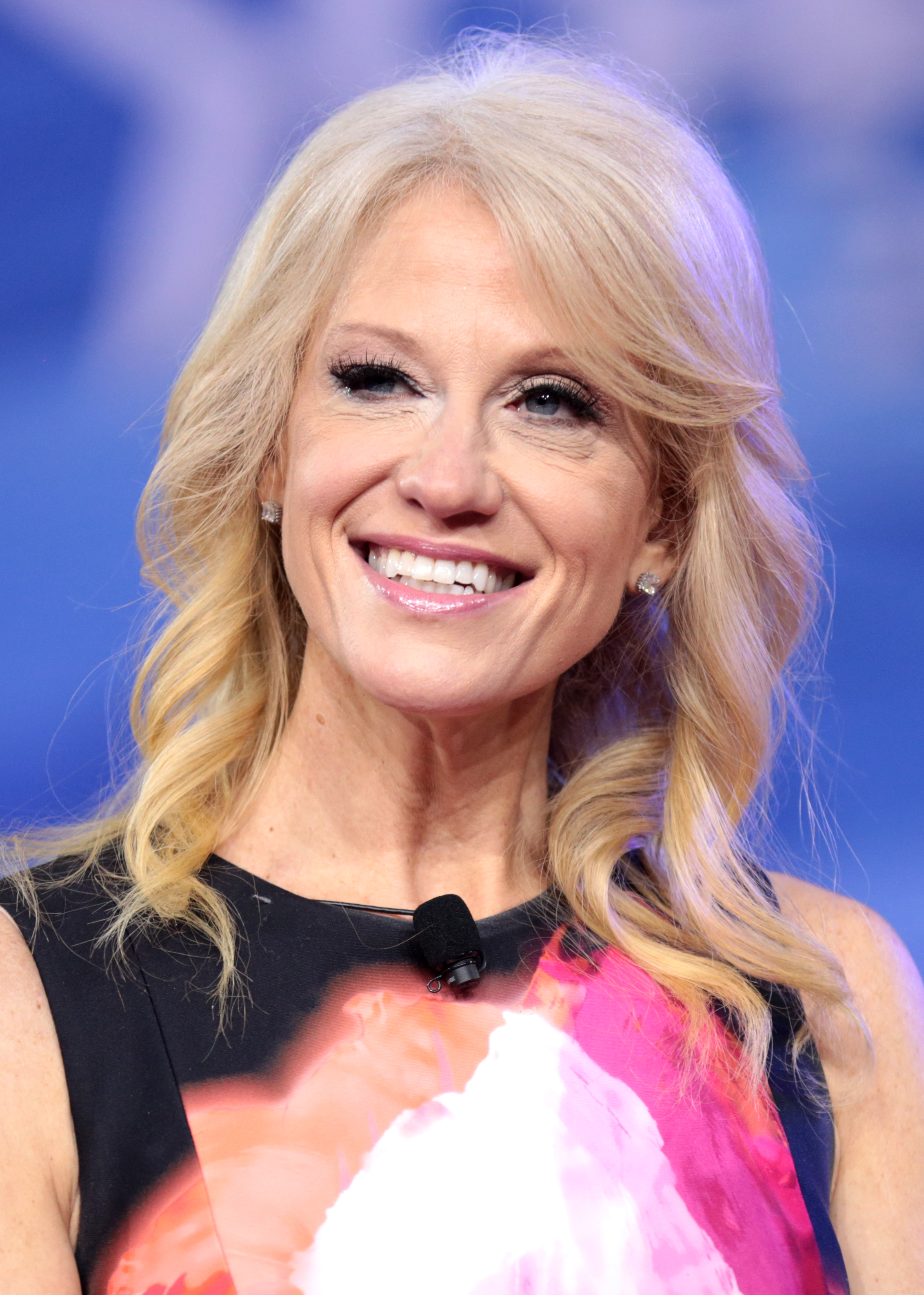
凱莉安·康威，最差女配角得主。

| 最差电影 - 《福爾摩濕與滑生》 - 《歡樂時光謀殺案》 - 《溫徹斯特鬼屋》 - 《羅賓漢崛起》 - 《高蒂傳》 | 最差导演 - 伊坦·柯亨－《福爾摩濕與滑生》 - 凱文·康諾利－《高蒂傳》 - 詹姆斯·佛利－《格雷的五十道陰影：自由》 - 布萊恩·亨森－《歡樂時光謀殺案》 - 麥可·史派瑞、彼得·史派瑞－《溫徹斯特鬼屋》 |
| 最差男主角 - 唐納·川普*本人－《國家之死》和《華氏11/9》 - 布魯斯·威利－《猛龍怪客》 - 強尼·戴普*配音－《糯爾摩斯》 - 威爾·法洛－《福爾摩濕與滑生》 - 約翰·屈伏塔－《高蒂傳》                                                                                                  | 最差女主角 - 瑪莉莎·麥卡錫－《歡樂時光謀殺案》、《派對人生》 - 珍妮佛·嘉納－《血薄荷》 - 安柏·赫德－《倫敦戰場》 - 海倫·米蘭－《溫徹斯特鬼屋》 - 亞曼達·塞佛瑞－《職業觀眾》                |
| 最差男配角 - 約翰·C·萊利－《福爾摩濕與滑生》 - 傑米·福克斯－《羅賓漢崛起》 - 路達克里斯*配音－《狗狗大展》 - 喬爾·麥克哈爾－《歡樂時光謀殺案》 - 賈斯特·史密斯－《侏羅紀世界：殞落國度》                                                                                      | 最差女配角 - 凱莉安·康威*本人－《華氏11/9》 - 瑪西亞·蓋·哈登－《格雷的五十道陰影：自由》 - 凱莉·普雷斯頓－《高蒂傳》 - 潔茲·辛克雷爾－《瘦魔人》 - 梅蘭妮亞·川普*本人－《華氏11/9》         |
| 最差搭檔 - 唐納·川普與他的自我延續雞毛蒜皮小事－《國家之死》和《華氏11/9》 - 約翰·屈伏塔、凱莉·普雷斯頓－《高蒂傳》 - 任何一對演員或布偶（尤其是詭異的性愛場景）－《歡樂時光謀殺案》 - 威爾·法洛、約翰·C·萊利－《福爾摩濕與滑生》 - 強尼·戴普和他殞落的電影事業－《糯爾摩斯》 | 最差前傳、重拍、惡搞及續集電影 - 《福爾摩濕與滑生》 - 《國家之死》 - 《猛龍怪客》 - 《巨齒鯊》 - 《羅賓漢崛起》                                                                             |
| 最差劇本 - 《格雷的五十道陰影：自由》－尼爾·倫納德 - 《歡樂時光謀殺案》－陶德·伯格 - 《溫徹斯特鬼屋》－麥可·史派瑞、彼得·史派瑞 - 《國家之死》－迪內希·杜澤和布魯斯·斯庫利（Bruce Schooley） - 《高蒂傳》－蘭姆·多布斯和利奧·羅西                                                           | 最佳贖莓獎 - 瑪莉莎·麥卡錫－《她的偽造遊戲》 - 彼得·法拉利－《幸福綠皮書》 - 泰勒·派瑞－《為副不仁》 - 《變形金剛》系列電影－《大黃蜂》 - 索尼動畫－《蜘蛛人：新宇宙》                      |
| 巴里·邦斯德奖 （票房惨烈的大制作） - 《億萬男孩俱樂部》 | |

## 電影多項提名
| 提名數 | 作品                       |
| ------ | -------------------------- |
| 6      | 《高蒂傳》                 |
| 6      | 《歡樂時光謀殺案》         |
| 6      | 《福爾摩濕與滑生》         |
| 4      | 《國家之死》               |
| 4      | 《華氏11/9》               |
| 4      | 《溫徹斯特鬼屋》           |
| 3      | 《格雷的五十道陰影：自由》 |
| 3      | 《羅賓漢崛起》             |
| 2      | 《猛龍怪客》               |
| 2      | 《糯爾摩斯》               |

## 電影多項獲獎
| 提名數 | 作品               |
| ------ | ------------------ |
| 4      | 《福爾摩濕與滑生》 |
| 3      | 《華氏11/9》       |
| 2      | 《國家之死》       |

## 外部連結
- 官方网站